# Zebedee
Zebedee — программа для установления зашифрованного с компрессией туннеля для передачи данных по TCP/IP и UDP протоколам между двумя системами. Таким образом возможна трансляция, к примеру, трафика telnet, FTP и HTTP, защищённого от перехвата, а также с возможностью увеличения пропускной способности сети с использованием сжатия передаваемых данных при помощи zlib или bzip2.

## Основные цели
- Обеспечение полной функциональности клиентской и серверной части под UNIX, GNU/Linux и Microsoft Windows;
- Простота установки, использования и небольшие требования либо отсутствие таковых к настройке;
- Небольшой размер подписи, заголовков и уменьшение трафика с использованием сжатия данных;
- Использование только непатентованных алгоритмов, либо алгоритмов, по которым сроки действия патентов истекли;
- Возможность для коммерческого и некоммерческого использования, распространение в соответствии с лицензией GNU General Public License.

## Название программы
Название программы содержит ссылку на используемые компоненты:
- Zlib — сжатие данных
- Blowfish — шифрование
- Diffie-Hellman — согласование ключей